# Dr. Know
Gary Miller (nascido em 15 de setembro de 1958), mais conhecido pelo seu nome artístico Dr. Know, é o guitarrista do Bad Brains, considerada como uma das bandas de punk rock mais inovadoras e importantes da história.

## Vida pessoal e carreira musical
Nascido em Washington, D.C., Miller gravou e tocou muito poucas coisas fora do grupo, ele se apresentou com o grupo Black Jack Johnson do Mos Def. Também tocou um solo para o Coheed and Cambria na canção "Time Consumer" para seu álbum de estreia, The Second Stage Turbine Blade, e colaborou com o Deftones no Saturday Night Wrist, apesar de suas contribuições não aparecem no álbum. No início de 2010, ele fez uma aparição no Trocadero, na Filadélfia, PA, tocando duas músicas com alunos da School of Rock Music.
No documentário Bad Brains: A Band in D.C., Miller revela que antes de formar o Bad Brains os músicos foram influenciados por uma grande variedade de música, incluindo disco e jazz moderno. Performances dos Dead Boys e outras bandas underground transformaram-nos em uma banda de punk rock.
Na década de 2000, começou a trabalhar em Woodstock, N.Y., em uma mercearia de alimentos naturais.

### Problemas de saúde
Miller sofreu um ataque cardíaco em novembro de 2015, e sua condição progrediu rapidamente para a falência múltipla dos órgãos. Ele ficou internado oir quase duas semanas, tinha 5% de chance de sobrevivência. Seus companheiros de banda pediam aos fãs para ajudarem através de uma campanha de financiamento coletivo que bancaria as despesas com a reabilitação. Depois de quase três meses no hospital, foi transferido para uma clínica de reabilitação para a fisioterapia.

### Últimos projetos
Em 2016, Miller formou o supergrupo Saudade, junto com o cantor e guitarrista Chino Moreno do Deftones, Team Sleep, Palms, e Crosses; o tecladista de jazz John Medeski do Medeski Martin & Wood; o baixista Chuck Doom, co-membro do Crosses e Team Sleep, e o baterista Mackie Jayson de Cro-Mags e Bad Brains.